# Gauteng
Il Gauteng è una provincia del Sudafrica. È la provincia più piccola, più industrializzata e più ricca del Paese, e in generale è una delle regioni più ricche di tutta l'Africa. Il nome "Gauteng" in lingua sesotho significa "luogo d'oro".

## Geografia
Gran parte del territorio della provincia è costituito dall'area urbana di Johannesburg (inclusa la township di Soweto) e di Pretoria. Nella struttura di governo del Sudafrica tre delle sei municipalità metropolitane si trovano nella provincia di Gauteng.

## Lingue
Le lingue più parlate sono zulu, sesotho, afrikaans e inglese. 

## Municipalità
La provincia di Gauteng è suddivisa in 1 District Management Areas (DMAs) con codice GTDMA48 e 3 distretti municipali, a loro volta sono suddivisi in 8 municipalità locali. Ai 3 distretti municipali, vanno aggiunti 3 municipalità metropolitane.
- Municipio metropolitano di Johannesburg (JHB)
- Municipio metropolitano di Tshwane (TSH)
- Municipio metropolitano di Ekurhuleni (EKU)
- Municipalità distrettuale di Metsweding (DC46)
  - Municipalità locale di Kungwini (GT462)
  - Municipalità locale di Nokeng tsa Taemane (GT461)
- Municipalità distrettuale di Sedibeng (DC42)
  - Municipalità locale di Lesedi (GT423)
  - Municipalità locale di Midvaal (GT422)
  - Municipalità locale di Emfuleni (GT421)
- Municipalità distrettuale di West Rand (DC48)
  - Municipalità locale di Westonaria (GT483)
  - Municipalità locale di Randfontein (GT482)
  - Municipalità locale di Mogale City (GT481)